# Distrito histórico comercial del centro de Sheffield
El Distrito histórico comercial del centro de Sheffield es un distrito histórico ubicado en Sheffield, Alabama, Estados Unidos.

## Descripción
Los edificios del distrito se construyeron principalmente entre 1888 y 1959 y han servido para una variedad de propósitos. Los edificios comerciales más importantes del distrito incluyen el edificio Sheffield Hardware Company, el edificio Blake y el bloque Montgomery. Muchos de los edificios gubernamentales importantes de la ciudad, incluido el edificio del Departamento de Bomberos, el Ayuntamiento, la Cámara de Comercio y la oficina de correos, también forman parte del distrito. Se pueden ver varios estilos arquitectónicos en el distrito, incluido el neorrenacentista, el alto gótico victoriano y el moderne. El distrito fue agregado al Registro Nacional de Lugares Históricos el 24 de mayo de 2010.